# Michael Smiley

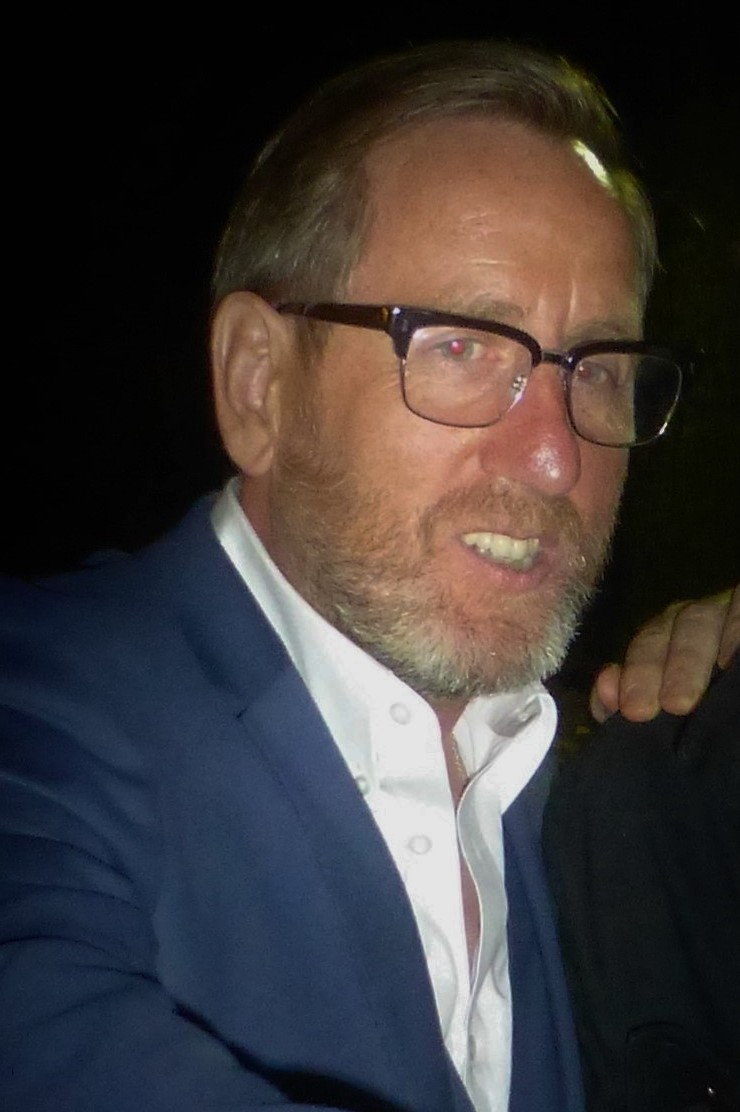
Michael Smiley (2016)

Michael Smiley (* 1963 in Belfast) ist ein nordirischer Schauspieler und Komiker.

## Leben
Smiley wurde im Winter 1963 als jüngstes von drei Kindern einer Näherin und eines Postangestellten in Belfast geboren. Er wuchs in Holywood im Nordosten Irlands auf. Smiley besuchte zunächst das College in Belfast und zog 1983 mit seiner ersten Frau nach London.
Dort arbeitete Smiley zunächst auf dem Bau und als Fahrradkurier, bevor er ab 1993 bei Open Mic Nights auf Comedy-Bühnen auftrat. 1999 gaben Simon Pegg und Jessica Stevenson ihm eine Rolle als Fahrradkurier Tyres O'Flaherty in ihrer Sitcom Spaced. Danach war Smiley unter anderem als Zombie in Shaun of the Dead (2004) oder als Söldner im Horrorfilm Outpost – Zum Kämpfen geboren (2008) zu sehen. Ab dem Jahr 2010 trat er in der Krimiserie Luther als Benny „Deadhead“ Silver auf. Bald folgten größere Rollen in den Filmen Burke & Hare (2010) oder Kill List (2011). In der schwarzen Komödie The Lobster (2015) des Regisseurs Giorgos Lanthimos übernahm Smiley die Rolle des Loner Swimmer. 2016 war Smiley in Ben Wheatleys Action-Thriller Free Fire als IRA-Mann Frank zu sehen. Im gleichen Jahr übernahm er eine kleine Nebenrolle in Rogue One: A Star Wars Story. In der französischen Filmkomödie Madame (2017) trat Smiley an der Seite von Rossy de Palma als David Morgan auf. In der Groteske Come to Daddy übernahm Smiley die Rolle des brutalen Jethro.
Er ist in zweiter Ehe mit der Journalistin Miranda Sawyer verheiratet und hat aus beiden Ehen jeweils zwei Kinder.

## Filmografie (Auswahl)
- 1989: Der Gentleman-Coup (The Heist, Fernsehfilm)
- 1994: Für alle Fälle Fitz (Cracker, Fernsehserie, 1 Episode)
- 1999, 2001: Spaced (Fernsehserie, 2 Episoden)
- 2000: Burnside (Fernsehserie, 1 Episode)
- 2000, 2002: Time Gentlemen Please (Fernsehserie, 3 Episoden)
- 2004: Shaun of the Dead
- 2004: Murder Prevention (Fernsehserie, 6 Episoden)
- 2005: Bleak House (Fernsehserie, 5 Episoden)
- 2006: Land of the Blind
- 2006: Das Parfum – Die Geschichte eines Mörders
- 2006: Breaking and Entering – Einbruch & Diebstahl (Breaking and Entering)
- 2007: In the Spider′s Web (Fernsehfilm)
- 2008: Die Schwester der Königin (The Other Boleyn Girl)
- 2008: Outpost – Zum Kämpfen geboren (Outpost)
- 2008: Hautnah – Die Methode Hill (Wire in the Blood, Fernsehserie, 7 Episoden)
- 2009: Law & Order: UK (Fernsehserie, 1 Episode)
- 2009: Down Terrace
- 2010: One Night in Emergency (Fernsehfilm)
- 2010: Burke & Hare
- 2010–2019: Luther (Fernsehserie, 17 Episoden)
- 2011: Kill List
- 2011: Stolen (Fernsehfilm)
- 2011: Big Fat Gypsy Gangster
- 2012: The ABCs of Death
- 2012: Shell
- 2012: New Tricks – Die Krimispezialisten (New Tricks, Fernsehserie, 1 Episode)
- 2013: Ripper Street (Fernsehserie, 1 Episode)
- 2013: Utopia (Fernsehserie, 2 Episoden)
- 2013: Black Mirror (Fernsehserie, 1 Episode)
- 2013: For Those in Peril
- 2013: Svengali
- 2013: We Are the Freaks
- 2013: A Field in England
- 2013: The World’s End
- 2013: Talking to the Dead (Fernsehserie, 2 Episoden)
- 2013: Father Figure (Fernsehserie, 6 Episoden)
- 2014: The Life of Rock with Brian Pern (Fernsehserie, 2 Episoden)
- 2014: Edge of Heaven (Fernsehserie, 2 Episoden)
- 2014: Glassland
- 2014: Doctor Who (Fernsehserie, 1 Episode)
- 2014: Black Sea
- 2015: The Hallow
- 2015: The Lobster
- 2015: My Name Is Emily
- 2015: Tank 432 – Es gibt kein zurück (Tank 432)
- 2015: Orthodox
- 2016: The Aliens (Fernsehserie, 5 Episoden)
- 2016: V Sign (Fernsehfilm)
- 2016: Free Fire
- 2016: Rogue One: A Star Wars Story
- 2016: Jawbone
- 2017: Madame
- 2017: Tulpenfieber (Tulip Fever)
- 2018: Birthmarked
- 2018: The Belly of the Whale
- 2018: The Nun
- 2018: Ötzi e il mistero del tempo
- 2018: Death and Nightingales (Miniserie, 3 Episoden)
- 2019: The Devil Went Down to Islington
- 2019: Come to Daddy
- 2019: Rialto
- 2020: Dead Still (Miniserie, 6 Episoden)
- 2021: Censor
- 2021: The Toll
- 2021: Bloodlands (Fernsehserie, 2 Episoden)
- 2021: Gunpowder Milkshake
- 2021: Evie
- 2021: Temple (Miniserie, 3 Episoden)
- 2021: Ragdoll (Fernsehserie, 6 Episoden)
- 2022: The Curse (Fernsehserie, 2 Episoden)
- 2022: The Silent Twins
- 2022–2024: Bad Sisters (Fernsehserie, 13 Episoden)
- 2024: Born to Be Wild – Die Jagd nach dem schwarzen Panther (Bookworm)
- 2025: Alien: Earth (Fernsehserie, 1 Episode)